# 小行星5329
小行星5329（5329 Decaro）是一颗绕太阳运转的小行星，为主小行星带小行星。该小行星于1989年12月21日发现。

## 轨道参数
小行星5329的轨道半长轴为2.6078133 UA，离心率为0.268。